# GPU (efterretningstjeneste)
 For alternative betydninger, se GPU. (Se også artikler, som begynder med GPU)
 Ikke at forveksle med GRU.
Glawnoje polititscheskoje uprawlenije (Politiske hovedforvaltning, GPU) eller Objedinjonnoje gossudarstwennoje polititscheskoje uprawlenije (russisk: Объединённое государственное политическое управление, Forenede statslige politiske forvaltning, OGPU) var et statspoliti i Sovjetunionen og hørte under det russiske indenrigsministerium. Det eksisterede i perioden 1922 til 1954, var efterfølgeren til Tjekaen og forløberen til KGB.

## Historie
De mange militære småenheder med specielt uddannede tropper blev samlet af Felix Dzerzjinskij i starten af 1920'erne, og da VChK blev til GPU i februar 1922 var enhederne organiseret i en divisionslignende struktur. Divisionen blev kaldt Dzerzhinsky Divisionen. GPU blev allerede i december 1923 ændret til OGPU.